# Nichlaul
Nichlaul är en ort i Indien.   Den ligger i distriktet Maharajganj och delstaten Uttar Pradesh, i den nordöstra delen av landet, 700 km öster om huvudstaden New Delhi. Nichlaul ligger 104 meter över havet och antalet invånare är 17 567.
Terrängen runt Nichlaul är mycket platt. Runt Nichlaul är det tätbefolkat, med 709 invånare per kvadratkilometer. Närmaste större samhälle är Siswā Bāzār, 18,7 km söder om Nichlaul. Trakten runt Nichlaul består till största delen av jordbruksmark.